# Izokarboxazid
Az izokarboxazid (INN: isocarboxazid)  a nem szelektív monoamin-oxidáz gátlók(en) (MAOI) közé tartozó antidepresszáns. Szorongásos személyiségzavarok, pánikbetegség és fóbia ellen írják fel, rendszerint néhány hét időtartamig tartó kezelésre. Mellékhatásai miatt legtöbb esetben második vonalbeli szer a szelektív szerotoninvisszavétel-gátlók mögött, de a depresszió bizonyos formáiban jóval hatásosabb azoknál.
Az izokarboxazid nem gyógyítja a depressziót, csak a tüneteit csökkenti.

## Hatásmód
Az antidepresszánsok egy része a katecholaminok(en) szintjét emeli az agyban. A katecholaminok a pirokatechin monoamin-származékai. A depresszió szempontjából a három legfontosabb katecholamin a dopamin, az adrenalin és a noradrenalin.
A monoamin-oxidáz(en) (MAO) enzim a monoaminok lebontását végzi, beleértve a katecholaminokat is. Az enzim gátlása növeli az agyban a katecholaminok szintjét, de növeli sok más amin szintjét is a szervezetben. Ebből következnek a MAOI-típusú gyógyszerek mellékhatásai.
Kétféle MAO enzim van. A MAO-A típus elsősorban a noradrenalint és a szerotonint bontja el, a MAO-B viszont sokféle fenil-etil-amint. Ezek egyike a tiramin(en), mely sokféle élelmiszerben előfordul. A bélben található MAO-B enzim gátlása a tiramin szervezetbeli felhalmozódásához, és súlyos, akár halálos mellékhatásokhoz vezet (sajt-szindróma, lásd alább).
A szelektív MAOI-k csak a MAO-A enzimre hatnak; ezeknek a szereknek jóval kevesebb mellékhatásuk van. Az izokarboxazid azonban a nem-szelektív szerek közé tartozik, és nemcsak az agyban, hanem a májban és a szívben is gátolja a monoaminok lebontását.

## Ellenjavallatok
Az izokarboxazid a tapasztalatok hiánya miatt ellenjavallt 16–18 éves kor alatt. Ellenjavallt magas vérnyomással járó szív- és érrendszeri betegségek, vese- és májbetegségek esetén, valamint 
feokromocitómák(en) jelenlétében. Az utóbbiak a mellékvese rákos sejtjeiben fordulnak elő, és noradrenalint (kisebb mennyiségben adrenalint) bocsátanak ki.
A gyógyszerkölcsönhatás miatt ellenjavallt az izokarboxazidot más antidepresszánssal vagy központi idegrendszerre ható egyéb gyógyszerrel együtt szedni. Ugyancsak ellenjavalltak a műtéti beavatkozásoknál használt altatószerek (következésképp az altatást igénylő beavatkozások is), különösen azok, amelyek kokaint tartalmaznak. Ellenjavallt vérnyomáscsökkentő szerekkel együtt szedni, mert az izokarboxazid is okozhat vérnyomáscsökkenést.
Az izokarboxazid kölcsönhatásba léphet az orvosi és fogorvosi gyakorlatban használt egyes kontrasztanyagokkal, így a szedésről az orvosnak mindenképpen tudnia kell.
Az izokarboxazid csökkenti az iszkémiát, a szívinfarktus veszélyére figyelmeztető mellkasi fájdalmat. A szívbetegek a szer szedése alatt tartózkodjanak a kimerítő testmozgástól.
Egyes állatkísérletek szerint csökkenti a görcsök küszöbszintjét, ezért epilepsziában szenvedőknek ellenjavallt.
Nem ismert, hogy az izokarboxazid károsítja-e a magzatot ill. átjut-e az anyatejbe, ezért terhesség és szoptatás alatt ellenjavallt.
Az izokarboxazid sokféle gyógyszerrel és táplálékkiegészítővel kölcsönhatásba lép, beleértve bizonyos vitaminkészítményeket, a koffeint, a kábítószereket és az alkoholt is, ezért fontos, hogy az orvos minden készítményről tudjon. A gyógyszerek közül ilyen az inzulin, többféle szájon át szedett cukorgyógyszer, meghűlés és allergia elleni szer (orrcseppeket is beleértve), vízhajtó, vérnyomáscsökkentő.
Állatkísérletekben különösen súlyos kölcsönhatást tapasztaltak az alkohol-elvonásra használt diszulfirámmal.

## Mellékhatások
Súlyos mellékhatásként azt figyelték meg, hogy az izokarboxazid növeli az öngyilkossági hajlamot, elsősorban 18–24 éves korban. A szert szedőknek gyakrabban vannak öngyilkossági vagy önkárosító gondolataik, alvászavaraik, dühkitöréseik, pánikrohamaik. Gyakran agresszívak, ingerlékenyek. A kezelés elején gyakoribb vizsgálatra van szükség, hogy az orvos meg tudjon győződni róla, hogy a beteg le tudja küzdeni ezeket a problémákat. Az egyedül élők és a bipoláris zavarban szenvedők fokozottabb veszélynek vannak kitéve.
A szedés megkezdése után előfordul, hogy a tünetek súlyosbodnak, a depresszió azonban gyakran produkál váratlan viselkedésváltozásokat gyógyszer nélkül is. Mindenképpen indokolt orvos tanácsát, súlyos esetben pedig sürgősségi ellátást kérni. A szedés alatt egyébként is szükséges a rendszeres orvosi ellenőrzés, különösen, ha a családban már előfordult depresszió vagy hasonló betegség.
Minden MAOI típusú gyógyszernél (különösen a nem-szelektív típusúaknál) fennáll a hirtelen vérnyomásemelkedés veszélye (lásd alább). Ennek elkerülésére gondosan be kell tartani az orvos által előírt (tiraminszegény) diétát.
Kevésbé súlyos mellékhatások:
- szájszárazság
- székrekedés vagy hasmenés
- gyengeség, kimerültség
- feledékenység
- csökkent szexuális aktivitás
- vizelési nehézségek, gyakori vagy fájdalmas vizelés
- cukorbetegeknél csökkenti a vércukorszintet

## Sajt-szindróma
Az izokarboxazid a hatásmódjából következően gátolja a tiramin lebontását. A tiramin a szervezetben tirozin lebontásakor keletkezik, amely viszont a fenil-alanin lebontásakor áll elő. Tiramin keletkezik tirozintartalmú élelmiszer fermentálásakor és bomlásakor. E két fehérjealkotó aminosav sok táplálékban van jelen számottevő mennyiségben:
- fermentált tejtermékek (sajt, joghurt, túró, kefír)
- sör (beleértve az alkoholmentes sört is), sherry
- szárazkolbász, szardínia, szardella, kaviár, füstölt hering, máj, húskivonatok
- tartósított füge, mazsola, banán
- avokádó, szójaszósz, savanyú káposzta
- csokoládé, koffein (kávé, tea)
- recept nélkül kapható, dextrometorfánt vagy tiramint tartalmazó köhögés és meghűlés elleni készítmények.

A tiramin szervezetbeli felhalmozódása hirtelen vérnyomásemelkedéshez vezet, mely életveszélyes is lehet. A tünetet informálisan sajt-szindrómának is nevezik, mert először sajt fogyasztásakor figyelték meg. Tünetei, melyekkel azonnal orvoshoz kell fordulni:
- fejfájás
- nyakfájdalom vagy -merevség
- szapora vagy kalapáló szívverés, mellkasi fájdalom vagy nyomás
- izzadás, láz, megfázás
- hideg, nyirkos bőr
- hányinger, hányás
- szédülés, ájulás (ortosztatikus vérnyomásesés(en); a beteg lehetőleg lassan üljön/álljon fel)
- látászavarok, tág pupilla, fényérzékenység
- sárgaság
- görcsök, egyes testrészek reszketése vagy hirtelen rángatózása
- égő érzés, merevség, „hangyamászás” a végtagokon

Ha a hirtelen vérnyomásnövekedés bekövetkezik, az izokarboxazid szedését abba kell hagyni, és sürgősséggel meg kell kezdeni a vérnyomás csökkentését
(pl. 5 mg intravénásan beadott fentolaminnal(en)).

## Adagolás
Szájon át. A kezelést 2×10 mg-mal kell kezdeni, és 2–4 naponként 10 mg-mal emelni az adagot. Az adag emelése közben át lehet térni a napi négyszeri szedésre.
Az ajánlott napi maximum 60 mg, mert nagyon kevés tapasztalat van ennél nagyobb adagra. Ismert, hogy az ajánlott adag jelentős meghaladása függőséget okozhat.
Az izokarboxazid a kezelés megkezdése után 3–6 héttel kezdi kifejteni a hatását. A szedés abbahagyása után két héttel ürül ki a szervezetből. Az új szerrel
való kölcsönhatás elkerülésére annak szedését 10 nappal – bizonyos szerek esetén 2–3 héttel – az izokarboxazid abbahagyása után lehet elkezdeni. Az elvonási tünetek csökkentésére célszerű lehet a nagy dózisban vagy hosszú ideig szedett izokarboxazid mennyiségét fokozatosan csökkenteni.

## Készítmények
A nemzetközi gyógyszerkereskedelemben:
- Benazide
- BMIH
- Enerzer
- Isocarboxazid
- Maraplan
- Marplan
- Marplon

Magyarországon nincs forgalomban.